# Pablo Javier Díaz Stalla
Pablo Javier Díaz Stalla (Buenos Aires, 5 agosto 1971) è un ex calciatore spagnolo, di ruolo difensore.

## Biografia
Nato a Buenos Aires da madre argentina e padre spagnolo, all'età di tre anni si trasferì con la sua famiglia in Spagna, più precisamente a Pechón, una frazione del comune di Val de San Vicente, in Cantabria.

## Caratteristiche tecniche
Era un terzino duttile che poteva giocare su entrambe le fasce.

## Carriera
Iniziò la carriera nello Sporting Gijón. Nella stagione 1989-1990 giocò in Segunda B con la squadra filiale dello Sporting Atlético.
Nel 1990 fu aggregato alla prima squadra, con cui esordì in Primera División il 23 settembre, in casa contro l'Athletic Club (3-1), entrando in campo al 76' al posto di Joakim Nilsson.
Giocò con la squadra delle Asturie per otto stagioni. Nel 1998, in seguito alla retrocessione del club, passò al Real Saragozza
Esordì il 12 settembre in trasferta contro il Real Betis (1-3), giocando da titolare. Il 20 febbraio 1999 segnò il suo primo gol nella vittoria per 2-4 in casa del Racing Santander.
Nella stagione 2000-2001 esordì nelle competizioni europee, giocando in Coppa UEFA contro il Wisła Kraków. Nello stesso anno vinse la Coppa del Re, battendo in finale il Celta Vigo.
Nella stagione 2001-2002 la squadra aragonese retrocesse, arrivando all'ultimo posto in classifica. La stagione 2002-2003 ritorno del club in massima serie dopo un solo anno. Tuttavia, Díaz giocò solo 6 partite, tenuto a lungo fuori dal campo da problemi al ginocchio sinistro.
Nella stagione 2003-2004 non giocò nessuna partita, sempre per problemi allo stesso ginocchio. Il Real Saragozza ottenne un'altra vittoria in Coppa del Re, battendo in finale il Real Madrid. A fine campionato, scaduto il contratto che lo legava al club, Díaz si ritirò.

## Palmarès

### Club
- Coppa di Spagna: 2

Real Saragozza: 2000-2001, 2003-2004